# شان دایچ
شان دایچ (انگلیسی: Sean Dyche؛ زادهٔ ۲۸ ژوئن ۱۹۷۱) بازیکن سابق و سرمربی کنونی فوتبال اهل انگلستان است.
از باشگاه‌هایی که در آن بازی کرده‌است می‌توان به ناتینگهام فارست، چسترفیلد، بریستول سیتی، لوتون تاون، میلوال، واتفورد و نورث‌همپتون تاون اشاره کرد.
وی به همراه باشگاه برنلی در فصل ۱۳–۲۰۱۲ به لیگ برتر انگلیس صعود کرد که بلافاصله در همان فصل اول حضور در لیگ برتر ۱۴–۲۰۱۳ به پیکارهای چمپیونشیپ سقوط کرد سپس در فصل ۱۶–۲۰۱۵ پس از قهرمانی در لیگ چمپیونشیپ دوباره جواز حضور در رقابت‌های لیگ برتر را به دست آورد. سرانجام او در سال ۲۰۲۲ پس از گذشت ده سال از هدایت باشگاه فوتبال برنلی برکنار شد.